# Gaucha ramirezi
Espèce
Gaucha ramirezi est une espèce de solifuges de la famille des Mummuciidae.

## Distribution
Cette espèce est endémique d'Argentine. Elle se rencontre dans les provinces de Córdoba et de Santiago del Estero.

## Description
Le mâle holotype mesure 8,11 mm et la femelle paratype 9,58 mm.

## Étymologie
Cette espèce est nommée en l'honneur de Martín J. Ramírez.

## Publication originale
- Botero-Trujillo, Ott, Mattoni, Nime & Ojanguren-Affilastro, 2019 : Two new species of the sun-spider genus Gaucha from Argentina and Brazil (Solifugae, Mummuciidae). Zootaxa, no 4551(2), p. 180-194.